# Coats-plus-Syndrom
Das Coats-plus-Syndrom ist eine sehr seltene angeborene Augenerkrankung der Netzhaut (Morbus Coats) mit zusätzlichen Fehlbildungen im Gehirn.
Synonyme sind: Zerebroretinale Mikroangiopathie mit Verkalkungen und Zysten; englisch cerebroretinal microangiopathy with calcifications and cysts; CRMCC.
Die Erstbeschreibung stammt aus dem Jahre 1987 durch P. McGettrick und Mitarbeiter. und im Folgejahr durch J. Tolmie und Mitarbeiter.

## Verbreitung
Die Häufigkeit ist nicht bekannt, die Erkrankung tritt weitgehend sporadisch auf.

## Ursache
Je nach zugrunde liegender Mutation können folgende Typen unterschieden werden:
- Typ 1 mit komplexen heterozygoten Mutationen im CTC1-Gen auf Chromosom 17 Genort p13.1, welches für das zum Telomerase-Komplex gehörende Conserved telomere maintenance component 1 kodiert[5]
- Typ 2 mit Mutationen im STN1-Gen auf Chromosom 10 an q24.33[6]

## Klinische Erscheinungen
Klinische Kriterien sind:
- retinale Teleangiektasie und Exsudate
- ausgedehnte Kalkablagerungen, Zysten und weitere Auffälligkeiten im Gehirn in der Weißen Substanz

Hinzu können intrauterine Wachstumsverzögerung, Vorgeburtlichkeit, Anämie, Osteopenie, Neigung zu Knochenbrüchen und gastrointestinale Blutungen sowie portale Hypertension kommen.